# Срібний Кіл
Срібний Кіл — водойма та парк у Дарницькому районі міста Києва. У 2017 році рішенням Київської міської ради територія довкола озера площею понад 7,54 га. отримала статус парку. У 2021 році був розроблений проєкт, а у квітні 2023 року розпочалося будівництво парку. Водойма названа на честь історичної місцевості (походить від тюркського «кол» — затока), таку назву мала одна з заток Дніпра у цій місцевості.

## Географія
Площа водойми складає 0,05 км² (5,3 га),  довжина — 0,84 км, найбільша ширина — 0,075 км. Тип загальної мінералізації — прісний. Водойма розташована на лівому березі Дніпра на південь від 10 мікрорайону житлового масиву Позняки: на північ від проспекту Миколи Бажана, на південь від вулиці Срібнокільської, на схід від Дніпровської набережної та на заході від проспекту Петра Григоренка. На сході з'єднується з озером Позняки, на заході з озером Синятин.
На південь від західної кінцівки озера розташована станція метро «Осокорки», на східній кінцівці — «Позняки».
Котловина водоймища неправильної форми, витягнута з заходу на схід. Водоймище утворилося в результаті заповнення водою кар'єра гідронамиву, створеного при будівництві прилеглого мікрорайону в 1980-х роках. Береги повні, порослі вищою прибережно-водною рослинністю. Оточений парковою зоною з загальною площею 7,54 га.
Водоймище є частиною дренажної системи, яка була створена в 1980-х роках при намиві території Харківського житлового масиву. Навколишня територія піднята на 5-6 метрів над урізом води. Є приймачем зливових вод. З нього вода потрапляє до затоки Комуніст, після чого — до Дніпра.

## Парк
Ідея створення парку виникла у 2016 році після декількох спроб забудови території навколо озера.
У 2017 році Київрада проголосувала за створення парку.
Роботи з проєктування парку навколо озера розпочалося у 2021 році під керівництвом Григорія Маленко, голови ГО «Парк Срібний Кіл» та депутата Київської міської ради.
Після цього було проведено декілька етапів громадських обговорень, що відбувались у форматі ZOOM-конференції для всіх охочих.
В кінці 2021 року концепт облаштування парку був затверджений.
У квітні 2023 року було оголошено про початок будівництва.
Поблизу парку живуть 50 тисяч людей, тому базовим елементом є замкнена прогулянкова доріжка навколо озера довжиною близько двох кілометрів до якої передбачено доступ з усіх сторін парку. Всі внутрішні елементи парку інтегровані в цей прогулянковий маршрут навколо озера.
Зелена зона є багатофункціональною та включає дитячі, спортивні, оглядові майданчики та зони відпочинку. Задля забезпечення інклюзивності передбачено безперешкодний доступ до парку і його внутрішніх елементів, елементи та локації адаптовані для потреб фізичної та психологічної реабілітації.
Будівництво парку відбувається у шість черг.

## Біота
Незважаючи на географічне розташування водойми вздовж щільної міської забудови тут збереглись залишки флористичного фітоценозу Дніпра. Серед вищих водяних рослин наявні асоціації глечиків жовтих та жабурника звичайного, занурені ролсини представлені асоціаціями кушира зануреного, елодеї канадської, водопериці колосистої. 
У озері зареєстровані наступні види риб: гірчак європейський, краснопірка звичайна, окунь, плітка звичайна, верховодка, карась китайський, щука звичайна,  головешка ротан, верховка. В орнітофауні зареєстровано лиску, водяну курочку, крижня, мартина звичайного, баклана великого, крячка річкового та пірникозу велику.